# 甲蟎
甲蟎是蛛形綱蜱蟎亞綱蟎形總目疥螨目甲蟎亞目（學名：Oribatida，舊作隱氣門亞目（Cryptostigmata））的通称。以青苔或甲蟲為食。亦有其他文獻把本分類歸為目級，學名不變；又或視為疥蟎目之下的一個演化支。牠們的大小從0.2至1.4毫米不等。
目前已知甲螨有163科1,306属11,325种，但据估计总共可能有60,000到120,000种。 迄今为止，甲螨是森林土壤中所有节肢动物中最常见的，其对于分解有机碎屑和分布真菌是至关重要的。
甲蟎的新陳代謝速率一般比較低，發展也慢，繁殖力也低。物種會作多次繁殖，成蟲的壽命相當長。舉例說：
甲蟎在溫帶森林的泥土中，從卵孵化至成蟲只需數個月到兩年的時間。
甲蟎在卵後的後胚胎發育期包含有六個蟲齡，即：前幼蟎期（prelarva）、幼蟎期（larva）、前若蟎期、第二若蟎期、第三若蟎期及成蟎期共六期。
過了前幼蟎期之後，若蟎的食性變得廣泛，包括活的或死了的植物及真菌、地衣與腐肉；這些蟎蟲有些是捕食物種，但都沒有寄生物種，而且某些物種牠們的進食習慣在若蟎期及成蟲期會有所不同。
甲蟎是多種絛蟲綱物種的宿主，有助泥土內的有機物質分解，就好像蚯蚓那樣，所以在農業經濟上有其重要之處。
許多甲蟎類物種需要極其特殊的棲息地，這是由於牠們從多元的生態位進化而來，使得該目內的多樣性很大。 有些物種特別適合乾燥的條件，也有棲息於被地衣覆蓋的裸露岩石上，但甲蟎類的最大部分更喜歡潮濕的森林地面及其隨附的枯枝落葉，有少數物種還已經進化為以水生植物為生，通常大部分時間都在水下度過。
艾德華·威爾森（Edward O. Wilson） has identified schizomids as among the "groups of organisms that desperately need experts to work on them."

## 分類
舊屬疥蟎亞目（Sarcoptiformes）。根據2011年時的分類，本亞目現時下領五個下目、249個科、2399個屬，16,197個物種，這還未計算化石種的兩個科、20個屬共108個物種。
這五個下目分別如下：
- Desmonomata下目Woolley, 1973：最大的分支，還可再細分為三個小目；
  - Nothrina小目  van der Hammen, 1982：只有一個總科；
  - 短孔甲螨股 Brachypylina Hull, 1918：即Circumdehiscentiae Grandjean, 1954，有25個總科，是全個亞目最龐大的分支；
  - 無氣門小目（Astigmata Canestrini, 1891）：即Astigmatina Krantz & Walter, 2009，亦作Acaridida：有11個總科。
- Enarthronota下目Grandjean, 1969：五個總科；
- Mixonomata下目 Grandjean, 1969：七個總科；
- Palaeosomata下目 Grandjean, 1969：三個總科；
- Parhyposomata下目 Grandjean, 1969：只有一個總科；

## 延伸閱讀
- Krantz, G. W.  2nd. Corvallis, OR: Oregon State University. 1978. ISBN 978-0-88246-064-2.
- Halliday, R. B., D. E. Walter, H. C. Proctor, R. A. Norton & M. J. Colloff (编). . Melbourne: CSIRO Publishing. 2001: 1–960. ISBN 0-643-06658-6.
- Walter, D. E. & H. C. Proctor. . ABRS Identification Series. Collingwood, Victoria: CSIRO Publishing. 2001. ISBN 978-0-643-06790-5.
- Woolley, Tyler A. . New York, NY: Wiley Interscience. 1988. ISBN 978-0-471-04168-9.
- Niedbala, Wojciech. . Warsaw, Poland: PWN + Elsevier. 1992. ISBN 978-8-301-09740-0.

## 參看
- Archegozetes longisetosus
- Conoppia palmicinctum